# La Gineta
La Gineta är en ort i Spanien.   Den ligger i provinsen Provincia de Albacete och regionen Kastilien-La Mancha, i den centrala delen av landet, 210 km sydost om huvudstaden Madrid. La Gineta ligger 690 meter över havet och antalet invånare är 2 137.
Terrängen runt La Gineta är platt. Runt La Gineta är det ganska tätbefolkat, med 93 invånare per kvadratkilometer. Närmaste större samhälle är Albacete, 18,0 km sydost om La Gineta. Trakten runt La Gineta består till största delen av jordbruksmark.